# Decembrie 1991
Acest articol este generat integral pe baza informațiilor din articolul 1991 și este actualizat periodic de un robot.
 Editările făcute în articol vor fi șterse la următoarea actualizare! Dacă doriți să faceți modificări, editați articolul-sursă.

ianuarie -
februarie -
martie -
aprilie -
mai -
iunie -
iulie -
august -
septembrie -
octombrie -
noiembrie -
decembrie
Decembrie 1991 a fost a douăsprezecea lună a anului și a început într-o zi de duminică.

## Evenimente
- 4 decembrie: Corespondentul Associated Press, Terry Anderson a fost eliberat după ce a fost ținut ostatic în Liban, vreme de șapte ani.
- 8 decembrie: Electoratul român este chemat să răspundă prin referendum național cu „da” sau „nu” unei singure întrebări: Aprobați Constituția României adoptată de Adunarea Constituantă la 21 noiembrie 1991? Din aproape 11 milioane de cetățeni prezenți la vot, 77,3% au votat „da” și 20,49% au votat „nu”. Voturile anulate au fost de 2,3%.[1] Elaborarea, dezbaterea și adoptarea Constituției au durat un an și jumătate.
- 8 decembrie: Mircea Snegur, candidat unic pentru funcția de președinte al Republicii Moldova, obține 98,17% din voturile exprimate.
- 8 decembrie: Președintele rus Boris Elțin și omologii săi din Ucraina și Belarus au semnat actul de deces al Uniunii Sovietice, care a durat aproape 70 de ani și a cărei dispariție a marcat sfârșitul unei ordini mondiale bazate pe rivalitatea URSS-SUA.
- 12 decembrie: România: Curtea Supremă de Justiție, Secția militară, i-a declarat nevinovați pe foștii membri ai Comitetului Politic Executiv al PCR.
- 18 decembrie: Federația Rusă recunoaște independenta Republicii Moldova.
- 21 decembrie: CSI (Comunitatea Statelor Independente). Asociație liberă de state suverane din care fac parte Rusia și alte zece republici care aparțineau fostei URSS: Armenia, Azerbaidjan, Belarus, Kazahstan, Kârgâzstan, Republica Moldova, Tadjikistan, Turkmenistan, Ucraina și Uzbekistan.
- 25 decembrie: Mihail Gorbaciov anunță într-o declarație televizată că demisionează din funcția de președinte al URSS, având în vedere situația creată odată cu formarea CSI (Comunitatea Statelor Independente).
- 25 decembrie: Sovietul Suprem al Uniunii Sovietice hotărăște schimbarea denumirii statului din U.R.S.S. (Uniunea Republicilor Sovietice Socialiste) în Federația Rusă.
- 30 decembrie: La sfârșitul anului, în România erau 265.978 de șomeri, media lunară a inflației pentru anul 1991 a fost de 10%, datoria publică internă de 245,1 miliarde lei.[2]
- 31 decembrie: Oficial Uniunea Sovietică încetează să mai existe.

## Nașteri
- 2 decembrie: Charlie Puth (Charles Otto Puth, Jr.), compozitor, muzician și cântăreț american
- 10 decembrie: Kiki Bertens, jucătoare neerlandeză de tenis
- 10 decembrie: Radu Gînsari, fotbalist din R. Moldova
- 10 decembrie: Tommy Oar (Thomas Michael Oar), fotbalist australian
- 10 decembrie: Satoru Uyama, scrimer japonez
- 10 decembrie: Rareș Takács, fotbalist român
- 11 decembrie: Anna Bergendahl, cântăreață suedeză
- 11 decembrie: Sebastian Mladen, fotbalist român
- 15 decembrie: William De Amorim (William Douglas De Amorim), fotbalist brazilian (atacant)
- 15 decembrie: William Amorim, fotbalist brazilian
- 16 decembrie: Kazuki Nagasawa, fotbalist japonez
- 18 decembrie: Dmitri Aleksanin, scrimer kazah
- 19 decembrie: Jorge Blanco, muzician mexican
- 20 decembrie: Jorginho (Jorge Luiz Frello Filho), fotbalist italian
- 20 decembrie: Jorginho, fotbalist italian
- 22 decembrie: Răzvan Martin, halterofil român
- 23 decembrie: Ben El Tavori, cântăreț israelian
- 24 decembrie: Louis Tomlinson (n. Louis Troy Austin), cântăreț și compozitor britanic
- 30 decembrie: Camila Giorgi, jucătoare italiană de tenis

## Decese
- 1 decembrie: George Stigler (George Joseph Stigler), 80 ani, economist american (n. 1911)
- 3 decembrie: Petre Țuțea, 89 ani, eseist și filosof român, membru al Mișcării Legionare (n. 1902)
- 4 decembrie: Cliff Bastin (Clifford Sydney Bastin), 79 ani, fotbalist englez (n. 1912)
- 6 decembrie: Vladimir Colin (n. Jean Colin), 70 ani, scriitor român de literatură SF (n. 1921)
- 7 decembrie: Leon Klepper, 91 ani, compozitor român (n. 1900)
- 11 decembrie: Artur Lundkvist, 85 ani, scriitor suedez (n. 1906)
- 13 decembrie: André Pieyre de Mandiargues, romancier francez (n. 1909)
- 17 decembrie: Constantin Solomon, 92 ani, istoric român (n. 1899)
- 18 decembrie: George Abecassis, 78 ani, pilot englez de Formula 1 (n. 1913)
- 18 decembrie: Katja Špur, 83 ani, scriitoare slovenă (n. 1908)
- 25 decembrie: Bănică Constantin, 49 ani, matematician român (n. 1942)
- 30 decembrie: Lusine Zakarian (n. Svetlana Zakarian), 55 ani, soprană armeană (n. 1937)